# Zatoka Sekwany
Zatoka Sekwany (fr. Baie de Seine) – zatoka Oceanu Atlantyckiego, położona u północno-zachodnich wybrzeży Francji, stanowiąca część kanału La Manche. Powierzchnia zatoki wynosi około 4000 km², a jej głębokość zwykle nie przekracza 30 m. Wysokość pływów w zatoce może dochodzić do 7 m. Do zatoki uchodzi rzeka Sekwana, która odprowadza około 85% całkowitego dopływu wód słodkich do zatoki. Nad brzegami zatoki leżą miejscowości Hawr i Deauville. Sekwana zanieczyszcza wody zatoki polichlorowanymi bifenylami. W 1944 roku na wybrzeżu zatoki miało miejsce lądowanie w Normandii. W 1965 roku w zatoce odbyły się regaty żeglarskie One Ton Cup.